# Deutero-Isaïes
S'anomena Deutero-Isaïes a l'autor anònim que va escriure els capítols 40 al 55 del Llibre d'Isaïes. Segons els experts va viure entre l'any 550 a 539 aC.
El llibre d'Isaïes que actualment tenim dividit en 66 capítols per la sensibilitat escripturística ha arribat a la conclusió que el llibre presenta diverses col·leccions que representen diverses èpoques de la història, literalment diferents i, per tant, la paternitat correspon a diferents autors.
Actualment l'hermenèutica bíblica, reconeix 3 autors diferents de 3 èpoques diferents, 3 col·leccions dividides de la següent manera:
- Proto Isaïes (segle viii). Capítols 1-39 Contemporani d'Amós, Osees i Miquees.
- Deutero-Isaïes (587 en els segle vii i segle vi) Capítols 40-55. Regne de Judà destruït i portat al desterrament. Càntics del Servent de Déu. Oracles d'esperança.
- Trito Isaïes (537. segle vi) Capítols 56-66. Llibertat dels captius, reconstrucció del país. Època d'Esdres, Nehemies, Zorobabel.

## Història
La primera persona que va pensar en la possibilitat de més d'un autor per al llibre d'Isaïes hauria estat un jueu espanyol, Moisés ibn Chiquitilla, que va viure a Còrdova, al segle ii dC, qui va suggerir que Isaïes 40-66 va ser escrit per un profeta que va viure a Babilònia al final de l'exili. Un altre jueu espanyol, Abraham Ben Meir Ibn Ezra (1092/3-1167 dC), en el seu comentari sobre Isaïes va suggerir la possibilitat de diversos autors.
L'any 1889 Franz Delitzsch, prestigiós erudit conservador, anuncià la seva acceptació d'un segon Isaïes. Des de llavors pocs pèrits han mantingut la teoria tradicional.